# Aleksandr Kerenski
Aleksandr Fiodorovici Kerenski (în rusă Алекса́ндр Фёдорович Ке́ренский, n. 22 aprilie/4 mai 1881, Simbirsk, Imperiul Rus – d. 11 iunie 1970, New York City, New York, SUA) a fost al doilea prim-ministru al Guvernului provizoriu rus, chiar înainte ca bolșevicii lui Lenin să cucerească puterea.
Kerenski s-a născut în Simbirsk (azi Ulianovsk), ca fiul al unui director de școală. Simbirsk este și locul de naștere al lui Lenin. Întâmplarea face ca tatăl lui Kerenski, Feodor, să fi fost profesorul și directorul tânărului Vladimir Ilici Ulianov.
Alexandr Kerenski a primit licența în drept a Universității din Sankt Peterburg în 1904. Și-a arătat repede simpatiile politice atunci când a apărat revoluționarii antițariști. A fost ales membru al celei de-a patra Dume (parlament) în 1912 ca membru al Trudovicilor (un partid moderat liberal). Kerenski, un orator strălucit și un lider parlamentar priceput, a devenit membru al Comitetului Provizoriu al Dumei ca membru al Partidului Socialist Revoluționar și lider al opozanților socialiști ai țarului Nicolae al II-lea.
Când a izbucnit Revoluția din Februarie în 1917, Kerenski a fost unul dintre cei mai proeminenți lideri revoluționari și a fost ales vicepreședinte al Sovietului din Petrograd. Când a fost format Guvernul provizoriu rus, el a fost numit la început Ministru al Justiției, dar a devenit Ministru de Război în mai și Prim-ministru în iulie 1917. După tentativa eșuată de lovitură de stat a generalului Lavr Kornilov din august și după demisia miniștrilor, el s-a autoinvestit și în funcția de Comandant Suprem al armatei.
Principala problemă a guvernului lui Kerenski era aceea că Rusia era vlăguită după trei ani de război și rușii nu doreau altceva decât pacea. Lenin și partidul bolșevic promiteau, dacă aveau să ajungă la putere, "pâine, pace și pământ". Armata se dezintegra, iar soldații – țărani și muncitori – dezertau pe capete. Kerenski și alți lideri politici s-au simțit obligați de angajamentele luate de Rusia față de aliați să continue războiul, temându-se de asemenea că Germania va cere compensații teritoriale enorme ca preț al păcii. Refuzul lui Kerenski de a cere pacea separată l-a distrus.
Pe durata tentativei de lovitură de stat a lui Kornilov, Kerenski a distribuit arme muncitorilor din Petrograd și, până în octombrie, majoritatea acestor muncitori înarmați trecuseră de partea bolșevicilor. Lenin era hotărât să răstoarne guvernul Kerenski mai înainte ca acesta să fie legitimizat de alegerile plănuite să se țină pentru Adunarea Constituantă Rusă și, pe 25 octombrie(stil vechi)/7 noiembrie (stil nou), bolșevicii au preluat puterea în ceea ce avea să devină cunoscut sub numele de Revoluția din Octombrie.
Kerenski a scăpat de urmărirea bolșevicilor și a fugit la Pskov, unde a concentrat trupe loiale guvernului provizoriu în încercarea de a recuceri capitala. Trupele lui au ocupat Țarskoe Selo, dar au fost învinse a doua zi la Pulkovo. Kerenski de-abia a scăpat din această înfrângere și în următoarele câteva luni s-a ascuns până când a putut părăsi țara, ajungând în cele din urmă în Franța. În timpul războiului civil rus, el nu a susținut nici o tabără – s-a opus atât regimului bolșevic roșu cât și Mișcării Albe a generalilor monarhiști.
Kerenski a trăit în Paris până în 1940, angajându-se în certurile și fracționările nesfârșite ale liderilor democratici ruși exilați. Când germanii au ocupat Franța în 1940, el a fugit în SUA, unde a trăit până la moarte. Când Hitler a invadat Uniunea Sovietică în 1941, Kerenski și-a oferit sprijinul lui Stalin, dar nu a primit nici un răspuns. Totuși, el a făcut emisiuni radio în limba rusă în sprijinul efortului de război. După război, a format un grup numit Uniunea pentru Eliberarea Rusiei, dar nu a reușit să înfăptuiască prea multe lucruri.
Kerenski s-a stabilit în cele din urmă în orașul New York, dar și-a petrecut cea mai mare parte a timpului la Institutul Hoover și la Universitatea Stanford în California, unde a utilizat, dar și a contribuit la îmbogățirea marii arhive de istorie rusă a Institutului. A scris și a făcut emisiuni radio numeroase despre istoria și politica Rusiei. Printre principalele lui scrieri se numără Preludiul bolșevismului (1919), Catastrofa (1927), Crucificarea libertății (1934) Punctul de cotitură al istoriei Rusiei (1966). A murit în orașul New York în 1970, fiind unul dintre ultimii supraviețuitori importanți ai evenimentelor din 1917.
Bisericile locale ortodoxe ruse din New York au refuzat să-i facă slujba de înmormântare lui Kerenski, considerându-l unul dintre vinovații principali pentru căderea Rusiei în mâna bolșevicilor. O biserică ortodoxă sârbă i-a refuzat de asemenea slujba de înmormântare. Trupul neînsuflețit al lui Kerenski a fost transportat pe calea aerului la Londra, unde a fost îngropat într-un cimitir multiconfesional.